# Józef Morozewicz
Józef Morozewicz (27 de março de 1865 — Varsóvia, 12 de junho de 1941) foi um mineralogista e petrologista polonês.
Foi fundador e primeiro diretor do Instituto Geológico Nacional (Państwowy Instytut Geologiczny) de 1919 a 1937. Foi também fundador e primeiro presidente da Liga de Proteção da Natureza (Liga Ochrony Przyrody).